# Удуг
Удуг, касније познати на акадском као утуку, били су двосмислена класа демона из древне месопотамске митологије за које се понекад сматрало да су добри, а понекад зли. У текстовима о егзорцизму, „добар удуг“ се понекад позива против „злог удуга“. Реч је генерално двосмислена и понекад се користи да се односи на демоне у целини, а не на одређену врсту демона. Још увек нису идентификовани визуелни прикази удуга, али његови описи му приписују карактеристике које су често даване другим древним месопотамским демонима: тамна сенка, одсуство светлости која га окружује, отров и заглушујући глас. Преживели древни месопотамски текстови који дају упутства за истеривање злог удуга познати су као текстови Udug Hul. Ови текстови наглашавају улогу злог удуга у изазивању болести и улогу егзорциста у лечењу болести.

## Идентитет
Од свих месопотамских демона, удуг је најмање јасно дефинисан. Та реч првобитно није означавала да ли је дотични демон добар или зао. У једном од два Гудеа цилиндра, краљ Гудеа од Лагаша (владао 2144–2124. п. н. е.) тражи од богиње да пошаље „доброг удуга“ да га заштити и ламу да га води. Преживели древни мезопотамски текстови који дају упутства за извођење егзорцизама често призивају „добре удуге“ да би пружили заштиту или другу помоћ док се егзорцизам изводи. Месопотамски магијски текстови, међутим, такође помињу специфичне „зле удуге“, као и множину „удуга“, који се такође називају злим. Израз за „зли удуг“ је Udug Hul i на сумерском и Utukkū Lemnutū на акадском. Зли удуг је често вектор физичких и менталних болести.
Реч удуг сама по себи без квалификатора обично конотира зао удуг. Текстови егзорцизма понекад призивају „доброг удуга“ против „злог удуга“. Текст из старог вавилонског периода (оквирно 1830 –  1531. п. н. е.) тражи: „Нека зли удуг и зла гала стоје по страни. Нека су присутни добри удуг и добра гала.“ Понекад се реч удуг чак и не односи на одређеног демона, већ функционише као кровни термин за све различите демоне у месопотамској демонологији. Он Узимајући у обзир способност удуга и за добро и за зло, Грејем Канингем тврди да се „израз демон чини пожељнијим“ у односу на термин „демон“, који се обично користи да га опише.
Канон егзорцизма злог удуга познат је као udug-ḫul, чија је акадска експанзија (позната на акадском као utukkū lemnūtu) у шеснаест плоча. Традиција Udug-ḫul инкантација обухвата читаву древну месопотамску историју; они су међу најранијим познатим текстовима написаним на сумерском у трећем миленијуму пре нове ере, као и међу последњим месопотамским текстовима касне антике, писаним клинастим писмом са грчким транслитерацијама. Udug-ḫul инкантације су првобитно биле једнојезичне и написане на сумерском, али су ове најраније верзије касније претворене у двојезичне текстове написане и на сумерском и на акадском. Такође су проширени додацима написаним само на акадском без сумерских претходника. Udug-ḫul инкантације наглашавају улогу злог удуга као узрока болести и првенствено се фокусирају на покушај да се протера злог удуга да би излечио болест. Често садрже референце на месопотамску митологију, као што је мит о Инанином силаску у подземни свет.

## Изглед
Познато је само неколико описа удуга. Према Гини Константопулос, никада нису идентификовани њихови сликовни или визуелни прикази. Међутим, према Тали Орнан, неки месопотамски цилиндрични печати показују фигуру која носи скиптар поред добронамерне демонске страже Ламе, која се може идентификовати као удуг. ФАМ Вигерман је тврдио да су слике Ламе и удуга често коришћене за чување улазних врата.
Константопулос примећује да је „удуг дефинисан оним што није: демон је безимен и безобличан, чак и у својим раним појавама“.  Загонетка из старовавилонског периода ( око 1830 – око 1531. п. н. е.) дефинише удуга као „онога који се од почетка није звао именом... онај који се никада није појавио у облику."